# Those Dancing Days

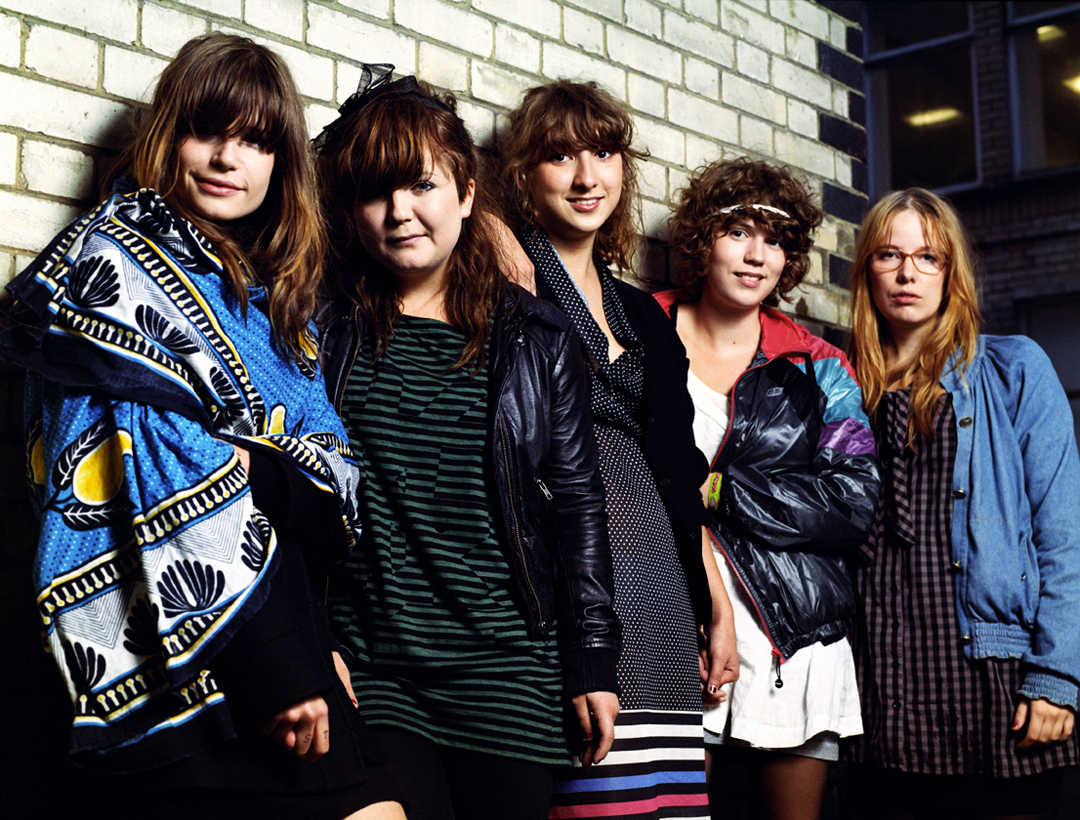
Those Dancing Days, juli 2009.

Those Dancing Days var ett popband från Nacka, bildat i september 2005. Musiken kan närmast beskrivas som glad pop, men influenser finns också från bland annat soul. Gruppen gav under 2007 ut en EP där låten "Hitten" blev flitigt spelad på bland annat radio och MTV.
Under 2008 spelade Those Dancing Days på ett flertal festivaler, bland andra Umeå Open, Hultsfredsfestivalen, Peace & Love och Emmabodafestivalen. Bandet har också spelat i Storbritannien och Tyskland och varit förband åt Mando Diao. Gruppen släppte i juli 2008 en singel med titeln "Run Run". Någon månad senare släppte bandet ännu en singel och en video med namnet "Home Sweet Home". 9 oktober 2008 släppte bandet sitt debutalbum In Our Space Hero Suits. På albumet fanns bland annat låtarna "Space Hero Suits", "Kids", "Shuffle", "Actionman", "Falling in Fall" och "I Know Where You Live". Bandet genomförde därefter en större internationell turné. 
Detektivbyrån gjorde en remix på låten "Those Dancing Days" som placerade sig på Trackslistan i april 2009.
2010 var bandet tillbaka med singeln "Fuckarias". På P3 Guldgalan 22 januari 2011 framförde bandet kommande singeln "Reaching Forward". Den 25 februari 2011 släpptes albumet Daydreams and Nightmares.
Den 31 augusti 2011 tog bandet officiellt en paus av obestämd längd. Som en följd av detta bildade Rebecka Rolfart, Lisa Pyk Wirström och Cecilia Efraimsson istället bandet Vulkano.

## Medlemmar
- Cecilia "Cissi" Efraimsson (trummor), född 20 september 1988, yngre syster till Johan Efraimsson från bandet Paris[4]
- Marianne "Mimmi" Evrell (bas), född 17 juli 1989
- Linnea Jönsson (sång), född 2 mars 1990
- Lisa Pyk Wirström (synt), född 24 oktober 1988
- Rebecka Rolfart (gitarr), född 13 oktober 1988

## Diskografi (urval)
Studioalbum
- 2008 – In Our Space Hero Suits
- 2011 – Daydreams and Nightmares

EP
- 2007 – Those Dancing Days